# 1793
Промислова революція •  Просвітництво • Російська імперія • Французька революція

## Геополітична ситуація
В Османській імперії султан Селім III (до 1807). Під владою османів перебувають Близький Схід та Єгипет, Середземноморське узбережжя Північної Африки, частина Закавказзя, значні території в Європі: Греція, Болгарія і Сербія. Васалами османів є Волощина та Молдова.
Священна Римська імперія охоплює, крім німецьких земель, Угорщину з Хорватією, Трансильванію, Богемію, Північну Італію, Австрійські Нідерланди. Імперію очолює Франц II (до 1835). У Пруссії править Фрідріх-Вільгельм II (до 1797).
Французька республіка вступила в Епоху терору. Франція має колонії в Північній Америці та Індії. Король Іспанії — Карл IV (до 1808). Королівству Іспанія належать південь Італії, Нова Іспанія, Нова Гранада, Віцекоролівство Перу, Внутрішні провінції та Віцекоролівство Ріо-де-ла-Плата в Америці, Філіппіни. У Португалії королює Марія I (до 1816). Португалія має володіння в Бразилії, в Африці, в Індії, в Індійському океані й Індонезії. На троні Великої Британії сидить Георг III (до 1820). Британія має колонії в Північній Америці, на Карибах та в Індії.
Сполучені Штати Америки займають територію частини колишніх британських колоній. Президент США — Джордж Вашингтон. Територія на півночі північноамериканського континенту, що належить Великій Британії, розділена на Нижню Канаду та Верхню Канаду, територія на півдні та заході континенту належить Іспанії й Франції.
Північ Нідерландів займає Республіка Об'єднаних провінцій. Вона має колонії в Америці, Індонезії, на Формозі та на Цейлоні. Король Данії та Норвегії — Кристіан VII (до 1808), на шведському троні Густава III змінив Густав IV Адольф (до 1837). На Апеннінському півострові незалежні Венеціанська республіка та Папська область. Король Речі Посполитої — Станіслав Август Понятовський (до 1795). У Російській імперії править Катерина II (до 1796).
Україну розділено між трьома державами. Королівство Галичини та Володимирії належить Австрії. Правобережжя розділене між Річчю Посполитою та Російською імперією. Лівобережжя та Крим належать Російській імперії. Задунайська Січ існує під протекторатом Османської імперії.
В Ірані править династія Зандів. Імперія Маратха контролює значну частину Індостану. Зростає могутність Британської Ост-Індійської компанії. У Бірмі править династія Конбаун. У Китаї володарює Династія Цін. У Японії триває період Едо.

## Події

### В Україні
- Частина земель Правобережжя за умовами Другого поділу Польщі відійшла до Російської імперії.
- 24 квітня на території земель Правобережної України указом російського царя утворена єдина Мінсько-Ізяславсько-Брацлавська православна єпархія, якій належало 329 церков. Очолив її щойно звільнений з польської в'язниці єпископ Віктор Садковський.
- Царські війська придушили Турбаївське повстання.

### У світі

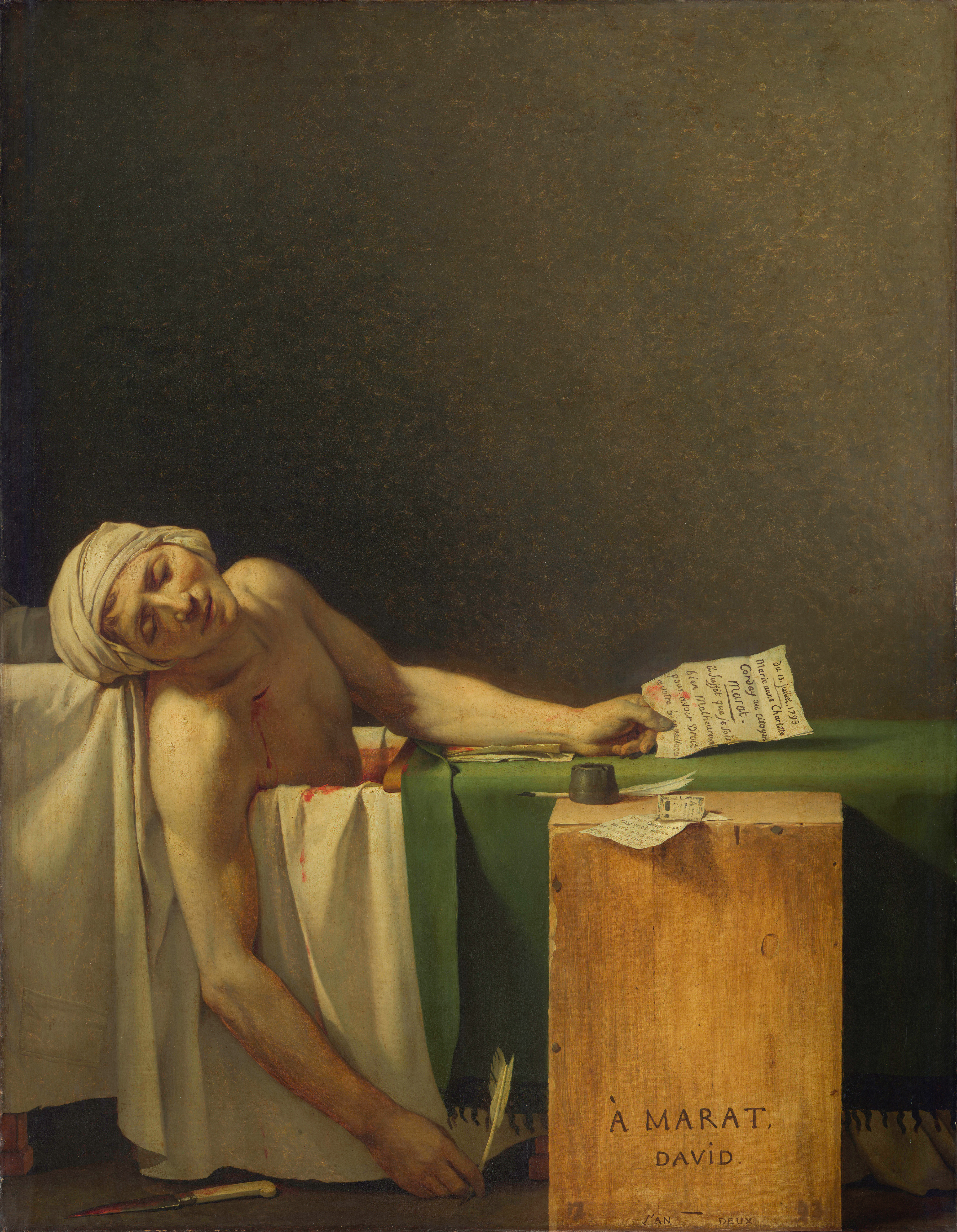
Жак-Луї Давід. Смерть Марата

- 21 січня в Парижі відбулася страта громадянина Капета, колишнього короля Людовика XVI.
- 23 січня Пруссія і Росія підписали конвенцію про другий розділ Польщі, яка була затверджена восени на Гродненському сеймі, останньому в історії сесії сейму Речі Посполитої. За умовами конвенції Річ Посполита втрачала половину території, — до Пруссії відійшли міста Гданськ, Торунь, частина Мазовії і половина Краківського воєводства з містом Ченстохов, до Росії — значна частина Білорусі та України.
- 1 лютого Французька республіка оголосила війну Великій Британії, Нідерландам та Іспанії.
- 4 березня Джордж Вашингтон склав присягу президента США на другий термін.
- 5 березня війська революційної Франції захопили Льєж.
- 6 квітня у Франції встановлено Комітет громадського порятунку на чолі з Дантоном.
- 31 травня французькі солдати на чолі з Франсуа Анріо висунули вимогу вигнання жирондистів із Національного конвенту, що й сталося 2 червня.
- 13 липня Шарлотт Корде убила Марата у ванні. 17 липня її страчено.
- У вересні французька армія, де начальником артилерії був Наполеон I Бонапарт взяла місто Тулон.
- 16 жовтня гільйотиновано колишню королеву Франції Марію Антуанетту.
- 24 жовтня Національний конвент прийняв революційний календар.
- З 5 вересня Національний Конвент встановив у Франції режим революційного терору, при якому виконавча влада належала Комітету громадського порятунку.
- 23 грудня революційна армія здобула важливу перемогу у Вандейській війні.

### Наука та культура
- Елі Вітні винайшов машину для очистки бавовни, яка стала значним фактором у поширенні рабства на півдні США.
- Національний конвент Франції відкрив Сад рослин та Національний музей природознавства.
- Національний конвент Франції розпустив Королівську академію наук і пізніше утворив Національний інститут.
- Лувр відкрив свої двері для публіки як музей.
- У Франції запроваджено одиницю виміровання ваги грав.
- Французький військовий хірург Домінік-Жан Ларрей заснував першу службу невідкладної допомоги.
- 11-річний Нікколо Паганіні дав у Генуї свій перший концерт віртуоза.

### Засновані
- Мінська губернія
- Південна Пруссія

### Зникли
- Графство Монбельяр

## Народились
див. також Категорія:Народились 1793
- 2 березня — Сем Х'юстон, американський політичний діяч, перший президент Республіки Техас (1836-1839, 1841-1845)

## Померли
див. також Категорія:Померли 1793
- 17 липня — У Парижі страчена Шарлотта Корде (Charlotte Marie-Anne Corday d'Armont), вбивця лідера Французької революції Марата (Jean Paul Marat);
- 16 жовтня — У Парижі страчена Марія Антуанетта, королева Франції